# Mike Mohring

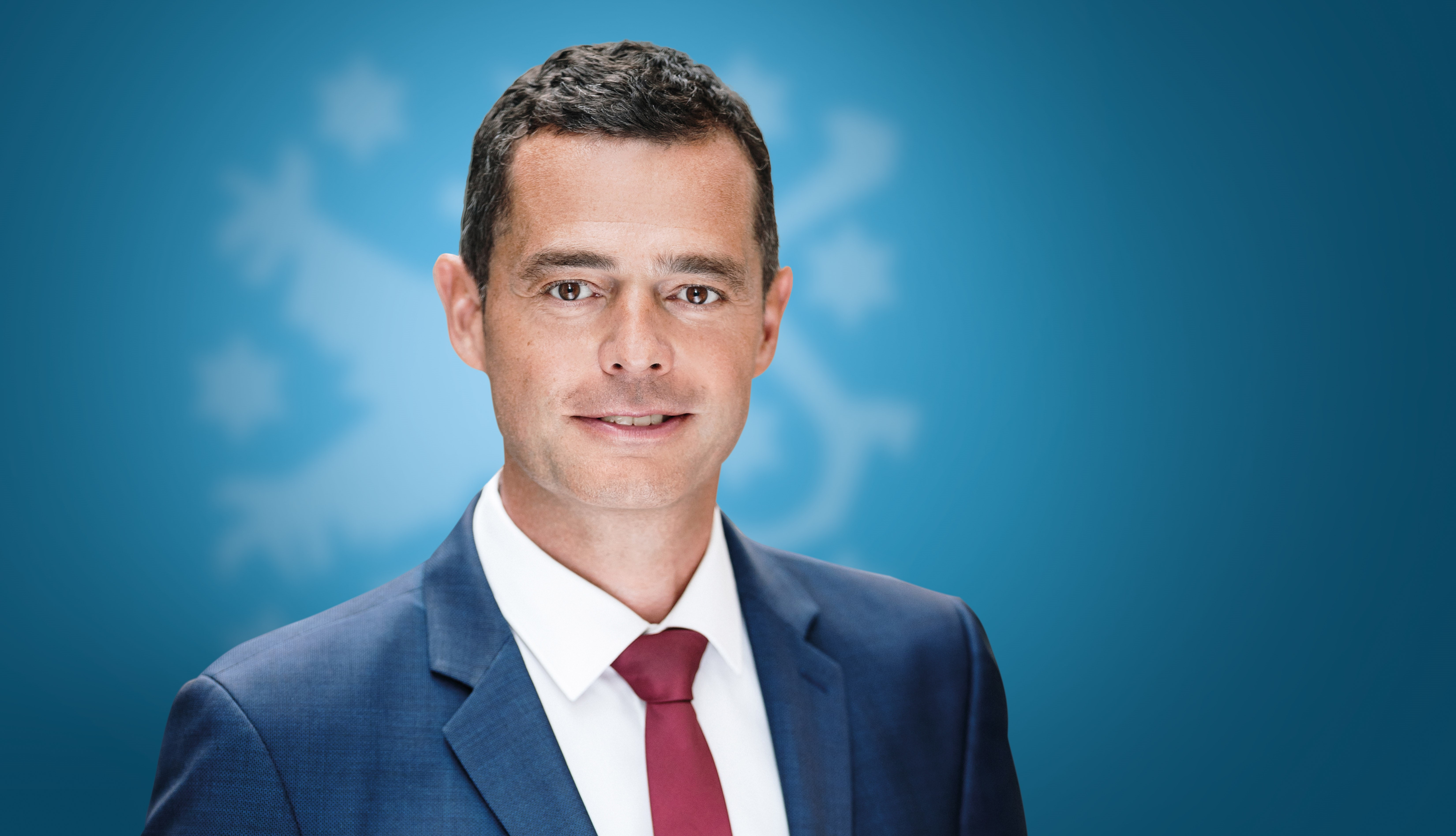
Mike Mohring (2021)

Mike Mohring (* 22. Dezember 1971 in Apolda) ist ein deutscher Politiker (CDU). Er war vom 13. Dezember 2014 bis zum 19. September 2020 Vorsitzender der CDU Thüringen. Von 1999 bis 2024 war er Mitglied des Thüringer Landtags, war von 2008 bis 2020 Vorsitzender der Landtagsfraktion und im Amtsantritt der ersten Regierung Ramelows vom 5. Dezember 2014 bis 5. Februar 2020 auch Oppositionsführer im Parlament. Bei der Landtagswahl im Oktober 2019 war er Spitzenkandidat seiner Partei.

## Leben
Mike Mohring, Sohn eines Maurers und einer Verkäuferin, wuchs in Apolda auf.
Nach dem Abitur 1990 leistete Mohring Zivildienst und studierte an der Universität Jena bis 1997 Rechtswissenschaft (ohne Abschluss) als Stipendiat der CSU-nahen Hanns-Seidel-Stiftung. Von 2007 bis 2009 studierte er Internationales Wirtschafts- und Steuerrecht an den privaten Hochschulen Management Center Innsbruck und Frankfurt School of Finance & Management und erlangte den Doppelabschluss des Master of Laws und Master of International Business & Tax Law.
Von 2004 bis 2013 war er geschäftsführender Gesellschafter eines Handwerksbetriebes. Im Jahr 2006 hatte er für ein Semester einen Lehrauftrag an der TU Ilmenau.
Im Januar 2019 machte Mohring eine im November 2018 diagnostizierte Krebserkrankung öffentlich und gab im Juni 2019 seine vollständige Genesung bekannt.
Mohring ist ledig und seit seiner Taufe mit 18 Jahren evangelisch.

## Politische Laufbahn

### Engagement im Neuen Forum und in der Kommunalpolitik
Zur Zeit der Wende im Herbst 1989 trat Mohring dem Neuen Forum bei und war bis 1993 Kreissprecher in Apolda. Er organisierte deren Wahlkampf in Thüringen 1990 mit und gehört seit 1990 dem Kreistag Apolda bzw. Weimarer Land an, von 1991 bis 1993 als Vorsitzender der Fraktion DA/Neues Forum und von 1992 bis 2004 als Vorsitzender des Kreistagsausschusses für Gesundheit und Soziales. Er ist seit 1993 Mitglied der CDU, seit 1993 Mitglied des Kreisvorstandes der CDU Weimarer Land (seit 2003 als Vorsitzender) und seit 2000 Landesvorstandsmitglied der CDU Thüringen. Seit 1995 ist er Fraktionsvorsitzender der CDU im Kreistag Weimarer Land. Sowohl bei den Kreistagswahlen 2004 und 2009 als auch 2014 und 2019 wurde Mohring mit dem jeweils besten Ergebnis aller Kandidaten in den Kreistag gewählt.

### Abgeordneter im Thüringer Landtag

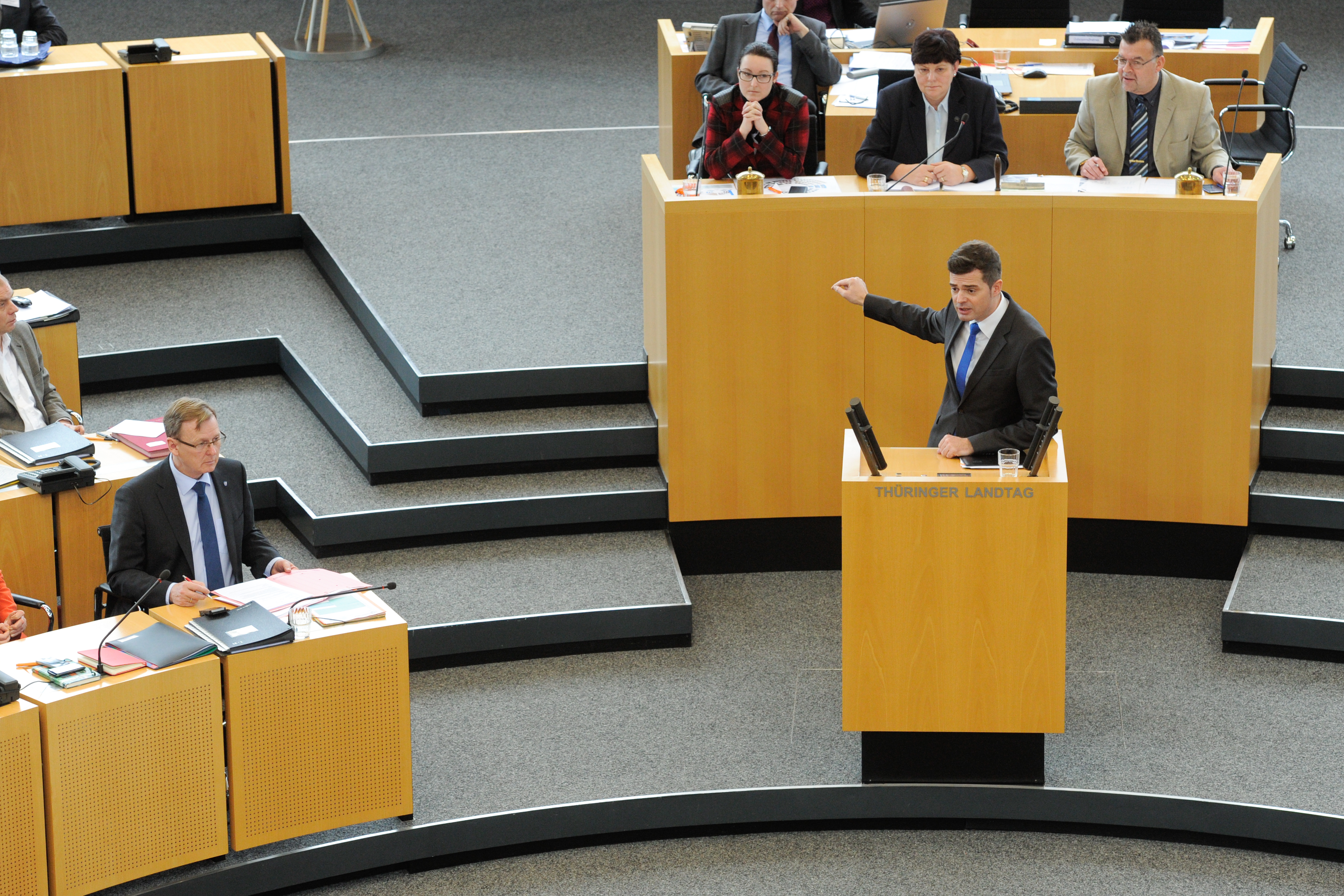
Mike Mohring im Thüringer Landtag (2014)

Bei der Landtagswahl 1999 gelang ihm der Einzug in den Thüringer Landtag über die Landesliste der CDU. Bei der Landtagswahl 2004 gewann er mit 45,9 % den Wahlkreis Weimarer Land I – Saalfeld-Rudolstadt III. Er konnte den Wahlkreis bei den Landtagswahlen 2009, 2014 und 2019 verteidigen. Von 2000 bis 2009 war er finanzpolitischer Sprecher der CDU-Landtagsfraktion. 2005 wurde er Vorsitzender der Konferenz der haushalts- und finanzpolitischen Sprecher der CDU/CSU-Landtagsfraktionen und führt dieses Amt bis heute fort. Bei der Landtagswahl in Thüringen 2024 verlor Mike Mohring seinen Wahlkreis Weimarer Land I/Saalfeld-Rudolstadt III mit 31,1 % an die Kandidatin der AfD Brunhilde Nauer (38,2 %). Da er nicht auf der Landesliste seiner Partei stand, schied er damit als Abgeordneter aus dem Landtag aus.

### Generalsekretär der CDU Thüringen
Auf Vorschlag des Thüringer Ministerpräsidenten und CDU-Landesvorsitzenden Dieter Althaus wurde Mike Mohring am 3. Dezember 2004 auf dem 19. CDU-Landesparteitag in Weimar zum Generalsekretär des CDU-Landesverbandes gewählt. Er war zum damaligen Zeitpunkt mit 32 Jahren der jüngste gewählte CDU-Generalsekretär Deutschlands. Auf dem 21. Landesparteitag am 2. Dezember 2006 wurde er in diesem Amt bestätigt. Auf Initiative von Mohring wurde auf dem 22. Landesparteitag vom 15. bis 17. Juni 2007 in Saalfeld das Grundsatzprogramm der CDU Thüringen „Was uns verbindet“ einstimmig beschlossen. Mohring hatte das Amt des CDU Generalsekretärs bis zu seiner Wahl zum Vorsitzenden der CDU-Fraktion im Thüringer Landtag inne.

### Fraktionsvorsitzender
Am 8. Mai 2008 wurde er als Nachfolger von Christine Lieberknecht zum Fraktionsvorsitzenden der CDU-Landtagsfraktion gewählt, nach der Landtagswahl 2009 im Amt bestätigt und nach der Landtagswahl 2014 einstimmig erneut zum Fraktionsvorsitzenden gewählt. Mohrings Karriere wurde vom früheren thüringischen Ministerpräsidenten Dieter Althaus gefördert; sein Verhältnis zu Lieberknecht galt als angespannt. Am 6. Mai 2013 wurde Mohring als Nachfolger von Christean Wagner zum Vorsitzenden der Fraktionsvorsitzendenkonferenz der CDU/CSU-Fraktionen in den Ländern, des Bundes und des Europaparlaments gewählt. Der Fraktionsvorsitzendenkonferenz gehören die Fraktionsvorsitzenden der Unionsfraktionen sowie ihre Stellvertreter und die parlamentarischen Geschäftsführer in den Landtagen, des Deutschen Bundestages und der CDU/CSU Gruppe in der Fraktion der Europäischen Volkspartei (EVP) im Europäischen Parlament an. In diesem Gremium werden gemeinsame, bundesländerübergreifende Initiativen und Anträge, die sämtliche Politikfelder betreffen können, abgestimmt und koordiniert. Im innerparteilichen Leben spielt die Konferenz deshalb eine besondere Rolle. Die inhaltliche Arbeit ist häufig Ausgangspunkt für die politische Positionierung von CDU und CSU insgesamt. In seiner Arbeit als Fraktionsvorsitzender warf ihm die mitregierende SPD vor, häufig gemeinsam gefasste Beschlüsse später unterminieren zu wollen; Spiegel Online bezeichnete dies als die Strategie eines „Tricksers“.

### Mitglied im Bundesvorstand und Präsidium der CDU
Ab 2010 war Mohring gewähltes Mitglied des CDU-Bundesvorstandes; beim CDU-Bundesparteitag am 9. Dezember 2014 wurde er mit dem zweitschlechtesten Ergebnis aller Kandidaten nicht wiedergewählt. Er gehörte jedoch mit seiner Wahl zum CDU-Landesvorsitzenden wenige Tage später qua Amt weiter dem CDU-Bundesvorstand an. Seit dem Bundesparteitag 2016 war er bis zum Parteitag 2018 mit einem Ergebnis von 74,10 Prozent der Stimmen wieder gewähltes Vorstandsmitglied. Auf dem 31. Parteitag am 7. Dezember 2018 wurde er dann in das CDU-Präsidium gewählt. Auf dem Parteitag der CDU 2021 wurde er wieder in den Bundesvorstand gewählt, nachdem er nicht erneut für das Präsidium kandidierte. Zum Parteitag im Mai 2024 trat Mohring nicht wieder an und schied aus dem Bundesvorstand aus.

### Landesvorsitzender der CDU Thüringen und Oppositionsführer
Nach der Landtagswahl in Thüringen 2014, infolge derer die CDU in Thüringen in die Opposition gehen musste, übernahm Mohring am 13. Dezember 2014 zusätzlich zu seinem Amt als CDU-Fraktionsvorsitzender als Nachfolger Lieberknechts auch den Vorsitz des CDU-Landesverbandes. Dass er mit 89,83 % der Delegiertenstimmen zum Landesvorsitzenden gewählt wurde, wurde seinen Bemühungen zugeschrieben, mit der Einbindung von Birgit Diezel, Mario Voigt, Christian Hirte und Christian Carius in die Führungsarbeit innerparteilichen Konsens herzustellen. Auf dem 32. Landesparteitag der CDU Thüringen in Apolda, am 19. November 2016, wurde er erneut zum Landesvorsitzenden gewählt und stand damit für zwei weitere Jahre an der Spitze seiner Partei. Im Oktober 2018 bestätigte ihn ein Landesparteitag der CDU erneut im Amt als Landesvorsitzender. Am 14. Februar 2020 wurde bekannt, dass er den Parteivorsitz abgibt. Zu seinem Nachfolger wurde am 19. September 2020 Christian Hirte gewählt.
Mohring nahm als Mitglied der 13., der 14., 15. und 16. Bundesversammlung an der Wahl aller Bundespräsidenten seit 2009 teil.

### Spitzenkandidat bei der Landtagswahl 2019

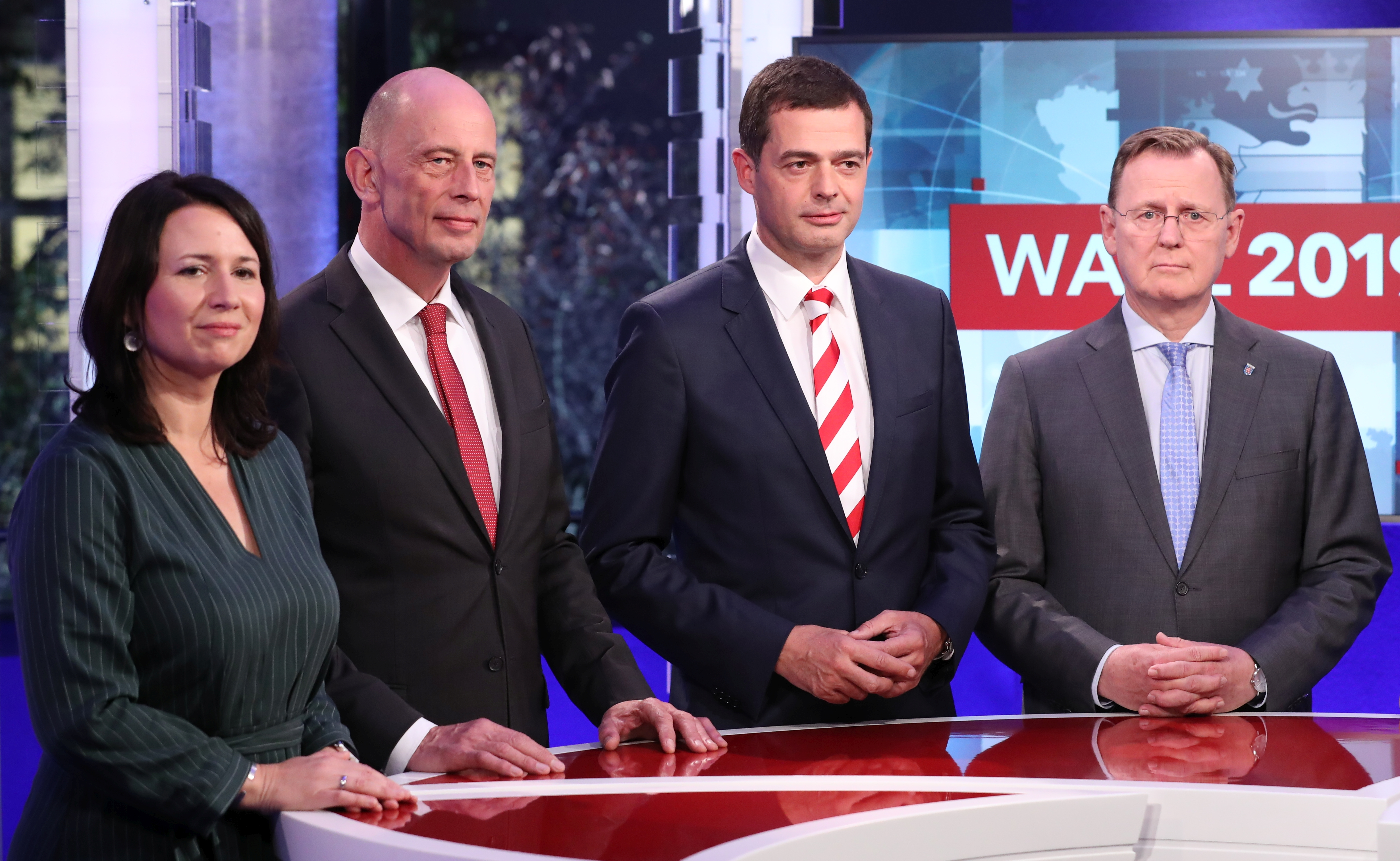
Anja Siegesmund, Wolfgang Tiefensee, Mike Mohring und Bodo Ramelow (v. l. n. r.) beim Wahlabend der Landtagswahl in Thüringen am 27. Oktober 2019 in Erfurt.

Am 20. Oktober 2018 wurde Mohring beim Landesparteitag der CDU Thüringen einstimmig als Spitzenkandidat für die Landtagswahl in Thüringen 2019 nominiert. Am 26. September 2019 wurde bekannt, dass es unter Bezug auf den Mord an dem Kasseler Regierungspräsidenten Lübcke eine Morddrohung gegen Mohring gab und deshalb sein Personenschutz erhöht wurde. Bei der Wahl verlor die CDU 11,8 Prozentpunkte auf 21,7 Prozent der Wählerstimmen und wurde nur noch drittstärkste Kraft hinter der Linken und der AfD. Obwohl die rot-rot-grüne Regierungskoalition von Ministerpräsident Ramelow ihre Mehrheit im Landtag verlor, konnte auch die von Mohring vor der Wahl anvisierte Option einer Koalition aus CDU, SPD, Grünen und FDP keine ausreichende Anzahl an Mandaten erreichen. Nach widersprüchlichen Signalen innerhalb der Partei erklärte der Landesvorstand der CDU Thüringen, eine Koalition mit der Linken oder die Tolerierung der bisherigen Regierung abzulehnen. Das Angebot der AfD, eine Minderheitsregierung aus CDU und FDP zu unterstützen, wies Mohring zurück.

### Ministerpräsidentenwahl am 5. Februar 2020

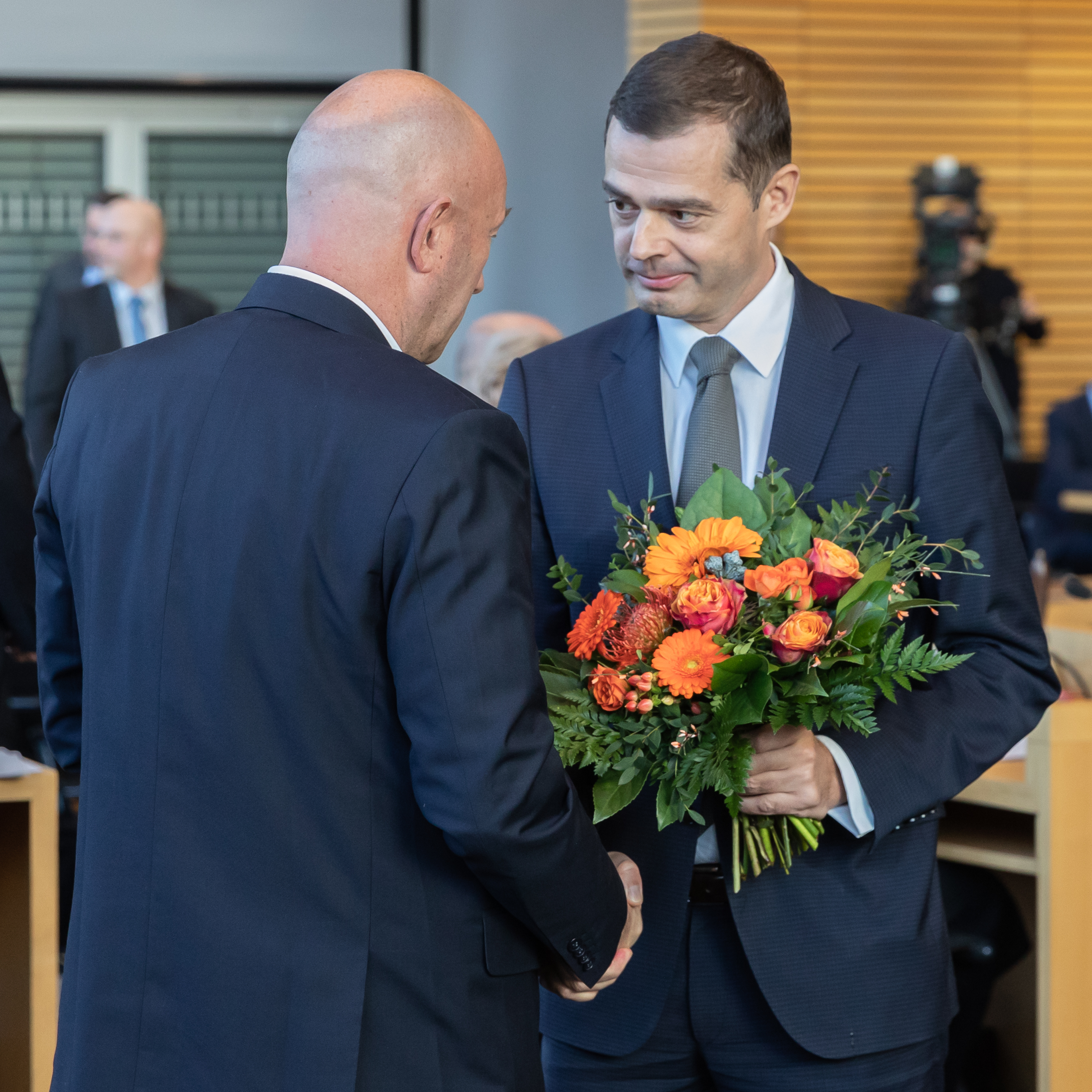
Mike Mohring (r.) gratuliert Thomas Kemmerich (l.) zur Wahl des Ministerpräsidenten im Thüringer Landtag am 5. Februar 2020.

Im ersten und zweiten Durchgang der Wahl zum Ministerpräsidenten unterstützte Mohring weder den amtierenden Ministerpräsidenten Bodo Ramelow noch Christoph Kindervater. Im dritten Wahlgang wurde der FDP-Kandidat Thomas Kemmerich, der zuvor nicht angetreten war, mit 45 gegenüber 44 Stimmen für Ramelow bei einer Enthaltung gewählt. Trotz massiver Kritik verteidigte er zunächst diese Wahl. Annegret Kramp-Karrenbauer gab danach an, dass die Unterstützung Kemmerichs gegen Empfehlungen der Bundes-CDU erfolgt sei. Von Abgeordneten der Fraktion wurde Mohring vorgeworfen, die Position der Parteivorsitzenden nicht weitergegeben zu haben. Nach der Tagung kündigte Mohring seinen Rückzug vom Fraktionsvorsitz an. Nachfolger von Mike Mohring als Vorsitzender der CDU-Fraktion im Thüringer Landtag wurde Mario Voigt.

### Bundespolitik
Für die Bundestagswahl 2021 wurde Mohring von seiner Partei als Kandidat für den Wahlkreis Jena – Sömmerda – Weimarer Land I aufgestellt, schaffte jedoch nicht den Einzug in den Deutschen Bundestag.
Für die Bundestagswahl 2025 wollte Mohring erneut für den Wahlkreis Jena – Sömmerda – Weimarer Land I kandidierten, scheiterte jedoch bei der parteiinternen Nominierung gegen Hendrik Blose, den Bürgermeister von Buttstädt.

## Positionen und Kontroversen

### Grundsätzliche Positionen
Mohring galt lange als „moderner und pragmatischer“ als der Großteil seiner Partei. Seit etwa 2008 sprach sich Mohring dafür aus, der Partei ein schärferes Profil zu geben und einen „konservativen Markenkern“ zu bewahren. So gab er 2010 den Sammelband Was heißt heute konservativ? heraus, der „Bausteine für einen modernen Konservatismus“ liefern sollte. Er forderte mehrfach gemeinsam mit dem damaligen hessischen CDU-Landtagsfraktionsvorsitzenden Christean Wagner eine Stärkung des konservativen Profils der Bundes-CDU und sprach sich beispielsweise in der Bildungspolitik für die Erhaltung des gegliederten Schulsystems aus.

### Richtungsdebatte in der CDU
Nach den starken Verlusten der Unionsparteien bei der Bundestagswahl 2017 lehnte Mohring in der innerparteilichen Debatte einen von den Ost-Ministerpräsidenten Reiner Haseloff und Stanislaw Tillich geforderten Rechtsruck der CDU ab. Ein „Überbietungswettbewerb“ mit der AfD durch eine „Rückkehr ins Nationale“ sei sinnlos, stattdessen könne man sich durch die Abgrenzung nach links und rechts als stärkste Kraft der Mitte profilieren. Mohring forderte als Konsequenz aus dem Wahlergebnis ein bundesweites „Heimatministerium“.

### Bildungspolitik
Mohring lehnte das von Bildungsminister Helmut Holter (Die Linke) in Thüringen geplante neue Schulgesetz ab, da dieses aus Sicht der CDU zu Schulschließungen auf dem Land führen werde.

### Verhältnis zur AfD
Ein Positionspapier des CDU-Bundesvorstandes – in dem auch Mohring vertreten war – schloss im Herbst 2014 eine Zusammenarbeit mit der rechtspopulistischen Partei Alternative für Deutschland (AfD) aus; auf diese Beschlusslage berief sich Mohring stets. Im Dezember 2014 dementierte die Thüringer CDU einen Bericht von Spiegel Online, laut dem Mohring mit Zustimmung von Bundeskanzlerin Angela Merkel versucht haben solle, die Wahl von Bodo Ramelow (Die Linke) zum Ministerpräsidenten durch Gespräche mit dem AfD-Fraktionsvorsitzenden Björn Höcke zu verhindern.
Mohring lehnte 2015 die Aufnahme früherer AfD-Politiker in die CDU-Fraktion ab und kritisierte deren Zusammenarbeit mit den Fraktionen von SPD, Linken und Grünen. Nach der Aufnahme von AfD-Gründungsmitglied Oskar Helmerich in die SPD-Fraktion vermutete er, es „hätte einen Aufschrei gegeben“, wenn die CDU das getan hätte. Im Sommer 2016 sprach sich Mohring dafür aus, sich mit der – für ihn eindeutig rechtspopulistischen – AfD „inhaltlich auseinanderzusetzen und sie zu stellen.“ Durch das Ausgrenzen entstehe für die AfD die Gefahr einer Märtyrerrolle.
Im Vorfeld der Landtagswahl im Oktober 2019 schloss Mohring Koalitionen mit der AfD ebenso wie mit der Linkspartei aus. Die CDU habe es in Thüringen mit Björn Höcke und seinem Parteiflügel „mit einem besonders extremen Teil der AfD zu tun“. Wenige Tage vor der Wahl bezeichnete Mohring den nicht anwesenden Höcke in einer von der taz organisierten Podiumsdiskussion als „Nazi“.

### Russlandpolitik
Mohring sprach sich im März 2018 für eine Lockerung der anlässlich des Kriegs in der Ukraine verhängten Wirtschaftssanktionen gegen Russland aus. Im September 2019 plädierte er dafür, bis 2021 mit dem Abbau von Sanktionen zu beginnen.

### Flüchtlingspolitik
Mohring fordert konsequentere Abschiebungen. Das geringe Abschieberisiko in Deutschland trage dazu bei, dass die Fluchtmigration vor allem in Deutschland ankomme. Im Jahr 2018 unterstützte er die Pläne von Bundesinnenminister Horst Seehofer, bereits in anderen EU-Ländern registrierte Asylbewerber an der Grenze abzuweisen. Die Bürger erwarteten laut Mohring zu Recht, dass der Staat die vollständige Kontrolle über die Fluchtmigration zurückerlange und seine Handlungsfähigkeit beweise.
Eine feste Verteilungsquote von Bootsflüchtlingen für Deutschland lehnt Mohring ab. Ziel der EU müsse laut Mohring bleiben, „die Geretteten an die afrikanische Küste zurück zu bringen“.

### Sozialpolitik
Mohring setzte sich für die zügige Einführung einer Grundrente ein. Diese wurde 2020 im Bundestag beschlossen und kam gerade auch Ostdeutschen mit gebrochenen Berufsbiografien zugute.

### Verhältnis zur Linkspartei
Die CDU in Thüringen hat eine Zusammenarbeit mit der Linkspartei lange Zeit kategorisch ausgeschlossen. Angesichts guter Umfragewerte der AfD zeigte sich Mike Mohring im Juli 2023 aber offen für Gespräche mit der Linkspartei nach der kommenden Landtagswahl 2024: „Bei der AfD sitzen Leute, die wegen Volksverhetzung angeklagt sind. Bei der Linken sitzen solche nicht“, sagte er.

## Veröffentlichungen
- Mike Mohring (Hrsg.): Was heißt heute konservativ? Freiheit – Verantwortung – Ordnung. Bausteine für einen modernen Konservativismus. Bussert & Stadeler, Jena 2010, ISBN 978-3-942115-03-2.
- Mohring/Koch: Kommunalrecht Thüringen: Textausgabe mit einführender Erläuterung. Saxonia, Dresden 2009, ISBN 978-3-940904-43-0.
- Zusammenhalt durch Patriotismus. In: Frankfurter Allgemeine Zeitung Nr. 135, 13. Juni 2016, S. 10.